# Coop (Estland)
Coop Eesti Keskühistu ist ein estnischer Konsumgenossenschaftsverbund, dem 18 Genossenschaften, die vor allem im Lebensmitteleinzelhandel tätig sind, angeschlossen sind. Die estnische Coop-Gruppe betreibt 320 Geschäfte und beschäftigt 6000 Mitarbeiter. Hauptsitz der Gruppe ist der Ort Soodevahe. Coop ist der größte Einzelhändler im Lebensmitteleinzelhandel Estlands.

## Geschichte

### Vorgeschichte (1902–1916)

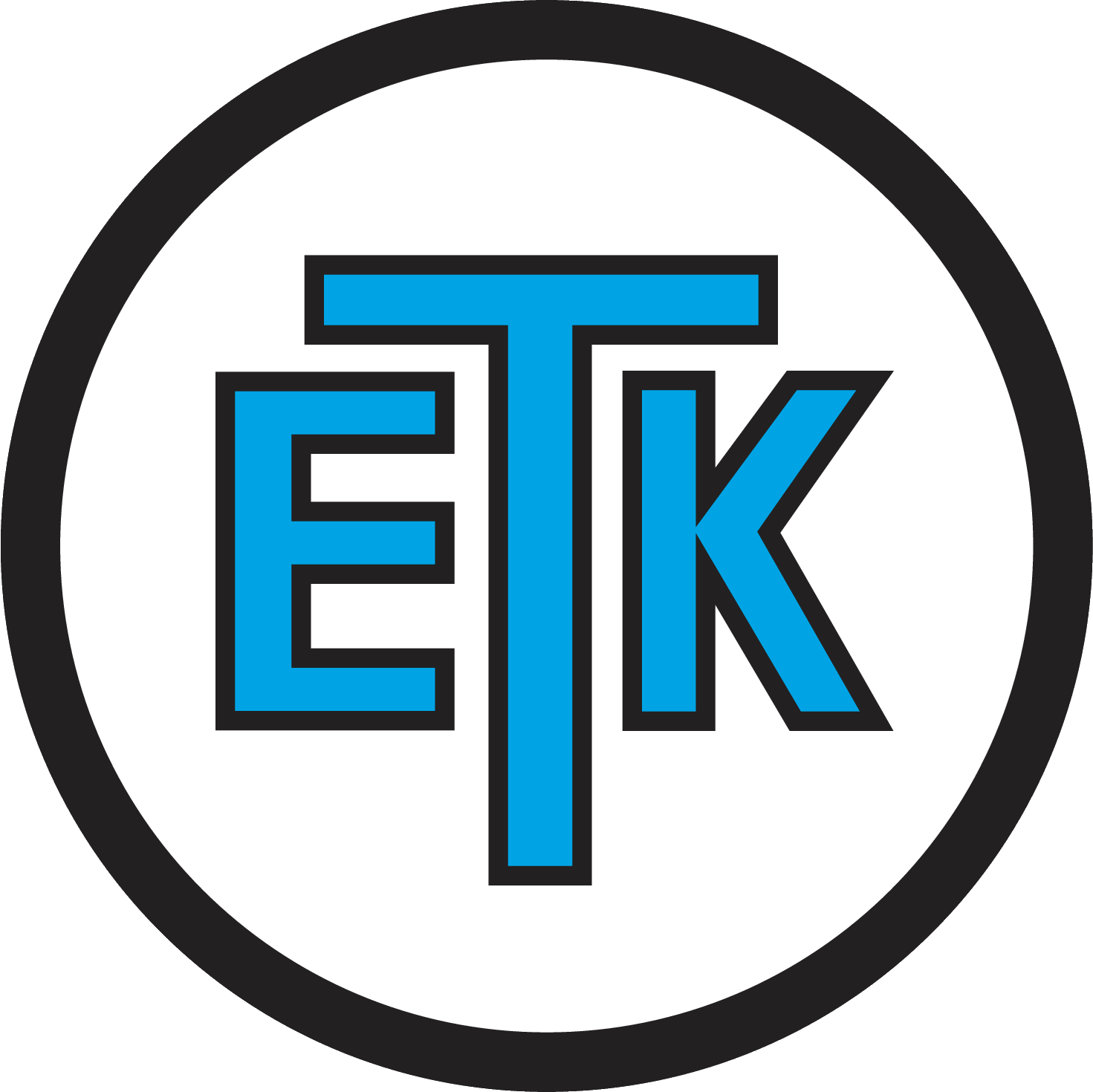
Logo der ETK im Jahr 2014

Die Ursprünge der Konsumgenossenschaften Estlands reichen bis in das Jahr 1902, als mit dem Verbraucherverband Antsla Tarwitajate Ühisus, der heutigen Antsla Tarbijate Ühistu, der ersten Verbrauchverband des Landes gegründet wurde. Zur gleichen Zeit entstand in Sindi ein weiterer Verband. Auch die Rapla Tarbijate Ühistu (Gründung als Rapla Ostuühisusena) blickt auf eine lange Historie zurück, Gründungsjahr war 1904. Ende 1904, genauer am 29. Dezember 1904 wurde der Verbraucherverband Vändra I (Vändra I Tarvitajate Ühisus) gegründet. Nur ein Jahr später wurde mit der am 10. November 1905 erfolgten Vereinsgründung des Verbraucherverbandes Pöide (Pöide Tarvitajate Ühisus) ein weiterer Grundstein (der Grundstein der heutigen Saaremaa Tarbijate Ühistu) gelegt. Die 1906 gegründete Handelsabteilung der Estnischen Landwirtschaftsgesellschaft Tartu kann als Vorgänger der heutigen Genossenschaft Tartu Tarbijate Kooperatiiv TÜ angesehen werden. In den Folgejahren bildeten sich weitere Genossenschaften bzw. Verbände. So wurden am 9. Mai 1907 die Kärdla Kaubatarvitajate Ühing (Teil der heutigen Hiiumaa Tarbijate Ühistu) und am 12. Oktober 1908 der Hanila Ostu-Ühisus (heute Teil der Lihula Tarbijate Ühistu) gegründet. 1909 folgten die heutigen Abja Tarbijate Ühistu und Harju Tarbijate Ühistu TÜ. Aus der Handelsabteilung des Estnischen Bauernvereins Viljandi heraus entstand am 14. Februar 1910 die heutige Viljandi Tarbijate Ühistu. In Helme wurde im selben Jahr die Wirtschaftsgenossenschaft Helme (Helme Majanduse-Ühisuse) von Bauern und Grundbesitzern gegründet. Nachfolger ist die seit 1993 genannte, heutige Tõrva Tarbijate Ühistu. Am 22. August 1910 schlossen sich 19 Einwohner von Haapsalu zusammen und legten den Grundstein eines privaten Vereins, dessen Satzung am 3. April 1911 vom estnischen Generalgouverneur Kristowets genehmigt wurden. Heute firmiert diese Genossenschaft als Haapsalu Tarbijate Ühistu. Ebenfalls 1911 entstanden der Paide Kaubatarvitajate Ühisus „IWA“, heute Teil der Järva Tarbijate Ühistu und der Saarde Majanduse Ühisus (am 22. Mai 1911 durch 79 Gründungsmitglieder), heute Teil der Kilingi-Nõmme Majandusühistu. Die Satzung des Põllumees genannten Verbands wurde am 3. November 1911 genehmigt, die Grundlage für die heutige Võru Tarbijate Ühistu, die seit 1992 ihren heutigen Namen trägt, war gelegt.

### Gründung des Dachverbands und weitere Entwicklung (1917–2014)

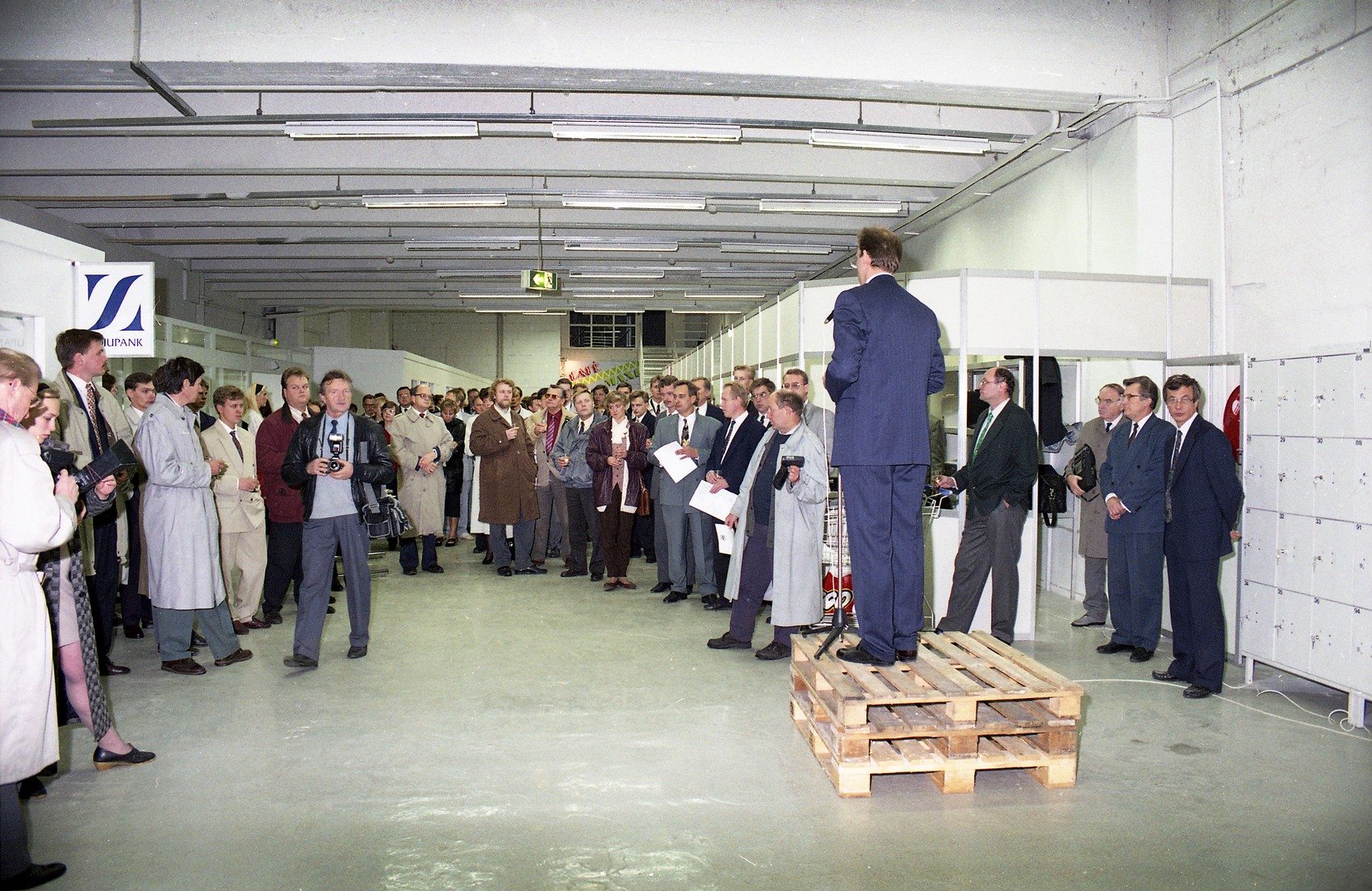
Eröffnung des Tihnik Maksimarket im Jahr 1994 im ehemaligen ETK-Großhandelslager.

1917 bestanden Estland-weit 133 Verbrauchergenossenschaften. Um die Zusammenarbeit der einzelnen Genossenschaft vorantreiben zu können, wurde der Estnische Verbraucherverband Eesti Tarvitajateühisuste Liit gegründet. Der Dachverband wurde 1919 in Eesti Tarvitajateühisuste Keskühisus, kurz ETK, umbenannt. Im selben Jahr kam eine weitere Genossenschaft hinzu, die Gründung der Jõgeva Majandusühistu erfolgte. Zwei Jahre später entstand mit der Elva Majandusühisuse eine weitere Genossenschaft, die heute als Elva Tarbijate Ühistu fortbesteht. Die heutige Coop Põlva entstand 1932. Die Kriegszeit hinterließ auch in Estland ihre Spuren. In Folge der sowjetischen Besatzung Estlands im Juni 1940 wurde das Land in die Sowjetunion als Unionsrepublik eingegliedert. Verbraucher- und Wirtschaftsvereine wurden in Verbrauchergenossenschaft umgewandelt und komplett verstaatlicht. Am 3. April 1941 wurde auf dem republikanischen Kongress der Verbraucherkooperation der Estnischen SSR das im sowjetischen Kooperationssystem gültige Statut verabschiedet. Der Dachverband wurde zur Genossenschaft und firmierte fortan als Eesti Tarbijate Kooperatiivide Vabariiklik Liitc, kurz ETKVL. Die regional tätigen Verbände wurden in Kreisgewerkschaften umgewandelt und dem Dachverband komplett unterstellt. Während der folgenden deutschen Besatzung ab September 1941 wurde ein Teil der unter den Sowjets eingeführten Entscheidungen revidiert, staatliche Geschäfte wieder in private Hand gegeben. Der Dachverband erhielt seinen alten Namen zurück, die Kreisgewerkschaften aufgelöst. Dennoch mussten sich die Verbände dem damaligen deutschen System fügen. 1942 wurde alle Verbandsaktivitäten einem Gesamtverband für die Ostgebiete mit Sitz in Riga unterstellt. Mit der zweiten Besatz durch die Sowjetunion ab Herbst 1944 wurden diese Schritte wiederum revidiert, die Kreisgewerkschaften wieder hergestellt. Auch die Verstaatlichung erfolgte erneut, der Dachverband erneut zur Genossenschaft. Mit der Unabhängigkeit Estlands am 20. August 1991 erfolgte im selben Jahr auch die Rückumbenennung, man trug wieder den alten Namen und das Kürzel ETK. Am 4. April 1992 eröffnete man in Tallinn den ersten Supermarkt des Verbundes. Er lautete auf den Namen Konsum. Auch das erste SB-Warenhaus Estlands wurde von ETK eröffnet, als Maksimarket am 4. Oktober 1994 in Tallinn.

### Heutige Situation (2015–)

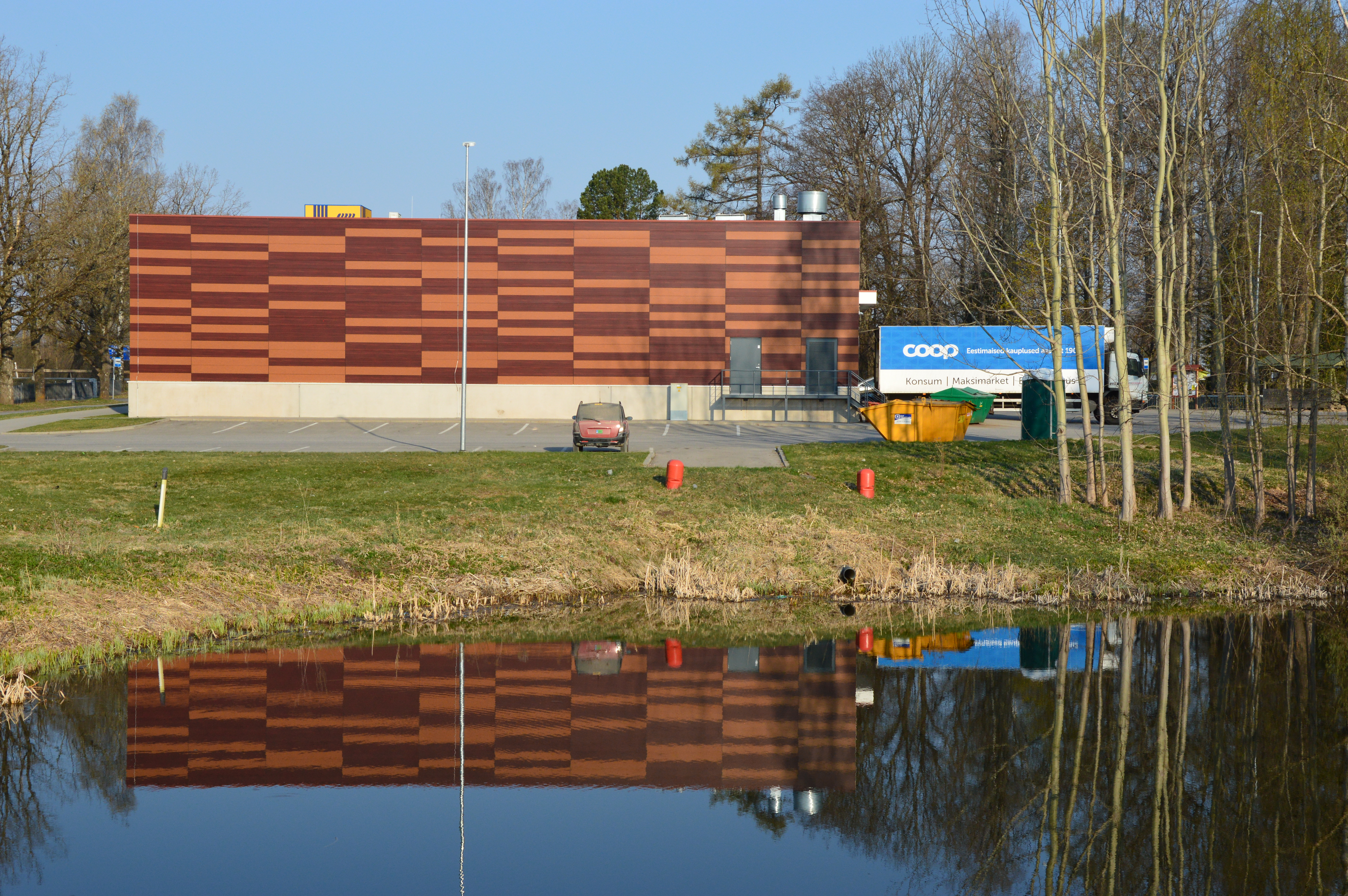
Konsum-Markt mit Coop-LKW in Kambja, im Jahr 2019.

Im Jahr 2015 entschied sich der Verbund die internationale genutzte Marke Coop einzuführen, der Dachverband wurde in Coop Eesti Keskühistu umbenannt und erhielt damit seinen heutigen Namen. Mit der Einführung in einem Tallinner Konsum-Markt am 11. März 2016, bietet Coop Eesti auch Scan & Go an. Im Vertriebsgebiet der Coop Põlva wurde im Mai 2016 mit einem Konsum-Standort der erste komplett mit Solarstrom betriebene Coop-Markt des Landes eröffnet. Die Kosten für die Eröffnung der Filialen beliefen sich insgesamt auf eine Million Euro. Im Oktober 2016 wurde in Soodavahe ein mehr als 43.000 Quadratmeter großes Logistik- und Bürogebäude in Betrieb genommen. Die Baukosten beliefen sich auf 24 Millionen Euro. 2017 übernahm die Mehrheitsbeteiligung an der Krediidipank (heute: Coop Pank). Bereits Anfang 2017 wurde der Konsum-Markt der Coop Harju in Sõpruse nach Umbau wiedereröffnet. Der Markt verzichtet seither auf konventionellen Kassen und setzt ausschließlich auf Self-Checkout. Er war der erste seiner Art in Estland. Eine im Sommer 2017 begonnene Umflaggung der bestehenden Vertriebslinien sorgte für eine klarere Markenstrategie. So wurden die A ja O-genannten Nahversorgermärkte wurden in Coop Väikepood umbenannt. Die Marken Konsum und Maksimarket bestehen fort, erhielten jedoch auch das Coop-Logo und verloren ihre bisherigen Logos. Ziel war die Vereinheitlichung des Designs, sodass sich die Lebensmittelmärkte nur noch durch die Sortimentsgröße unterscheiden sollten. Das Geschäftsjahr 2018 schloss die Gruppe mit 589 Millionen Euro Umsatz ab, was ein Plus von mehr als sechs Prozent gegenüber dem Vorjahr bedeutete. Zeitgleich errang Coop die Marktführerschaft im Lebensmittelsektor. Als erste Genossenschaft übernahm die Coop Põlva den Begriff Coop in die Bezeichnung der Genossenschaft. Die Namensänderung wurde am 20. Juni 2019 vollzogen. Kurz nach dem Beginn des russischen Angriffs auf die Ukraine im Februar 2022 gab Coop bekannt, keine Produkte aus Russland und Belarus mehr zu verkaufen. Zudem wird seither auf Werbung auf russischen Kanälen verzichtet.

## Heutige Genossenschaften
| Genossenschaft     | Name                                        | Gründungsjahr | Tätigkeitsgebiet                                    | Anzahl Mitarbeiter | Anzahl Mitglieder | Anzahl Geschäfte |
| ------------------ | ------------------------------------------- | ------------- | --------------------------------------------------- | ------------------ | ----------------- | ---------------- |
| Coop Abja          | Abja Tarbijate Ühistu                       | 1909          | Kreis Viljandi                                      | 095                | 01723             | 09               |
| Coop Antsla        | Antsla Tarbijate Ühistu                     | 1902          | Kreis Võru                                          | 070                | 01390             | 07               |
| Coop Elva          | Elva Tarbijate Ühistu                       | 1921          | Kreise Tartu und Valga                              | 263                | 12800             | 19               |
| Coop Haapsalu      | Haapsalu Tarbijate Ühistu                   | 1910          | Kreis Lääne                                         | 140                | 0208              | 09               |
| Coop Harju         | Harju Tarbijate Ühistu TÜ (Coop Harju)      | 1909          | Kreise Harju (inkl. Tallinn) und Pärnu              | 730                | 0600              | 26               |
| Coop Hiiumaa       | Hiiumaa Tarbijate Ühistu                    | 1907          | Hiiumaa                                             | 082                | 01000             | 07               |
| Coop Järva         | Järva Tarbijate Ühistu                      | 1911          | Kreise Harju, Ida-Viru, Järva, Lääne-Viru und Tartu | 900                | 03470             | 43               |
| Coop Jõgeva        | Jõgeva Majandusühistu                       | 1919          | Kreise Ida-Viru und Jõgeva                          | 198                | 04283             | 22               |
| Coop Kilingi-Nõmme | Kilingi-Nõmme Majandusühistu                | 1911          |                                                     | 096                | 0594              | 09               |
| Coop Lihula        | Lihula Tarbijate Ühistu                     | 1908          | Kreise Lääne, Pärnu und Rapla                       | 070                | 01955             | 14               |
| Coop Põlva         | Coop Põlva Tarbijate Ühistu                 | 1932          | Kreise Põlva, Võru und Tartu                        | 350                | 0463              | 28               |
| Coop Rapla         | Rapla Tarbijate Ühistu                      | 1904          |                                                     | 200                | 01442             | 14               |
| Coop Saaremaa      | Saaremaa Tarbijate Ühistu                   | 1905          |                                                     | 329                | 0491              | 25               |
| Coop Tartu         | Tartu Tarbijate Kooperatiiv TÜ (Coop Tartu) | 1906          |                                                     | 530                | 37835             | 25               |
| Coop Tõrva         | Tõrva Tarbijate Ühistu                      | 1910          | Kreis Valga                                         | 110                | 01642             | 10               |
| Coop Vändra        | Vändra Tarbijate Ühistu                     | 1904          |                                                     | 144                | 0690              | 10               |
| Coop Viljandi      | Viljandi Tarbijate Ühistu                   | 1910          |                                                     | 264                | 0533              | 23               |
| Coop Võru          | Võru Tarbijate Ühistu                       | 1911          |                                                     | 258                | 0839              | 18               |

## Handelsmarken
Coop Estland vertreibt in seinen Lebensmittelmärkten mehrere Handelsmarken:
- Coop: Lebensmittel und Non-Food-Artikel (Qualitätsmarke)
- Coop Supreme: Lebensmittel (Premiummarke)
- Huvä (dt.: Gut): Lebensmittel (Grundbedarf)
- Säästu (dt.: Ersparnisse): Lebensmittel und Non-Food-Artikel (Discountmarke)

Zudem führt man Artikel der Coop-Handelsmarke der italienischen Coop.

## Vertriebslinien
Lebensmittelmärkte betreibt die estnische Coop, je nach Größe, unter den Vertriebslinien Väikepood (Nahversorger), Konsum (Supermärkte) und Maksimarket (SB-Warenhäuser). Baumärkte werden als Ehituskeskus und Tööriistamarket bezeichnet, Kaufhäuser als Kaubamaja. Jeder Vertriebslinie ist das Coop-Logo vorangestellt. Eigenständige Markenauftritt, wie jene der Lebensmittelvertriebslinien wurden nicht fortgeführt.

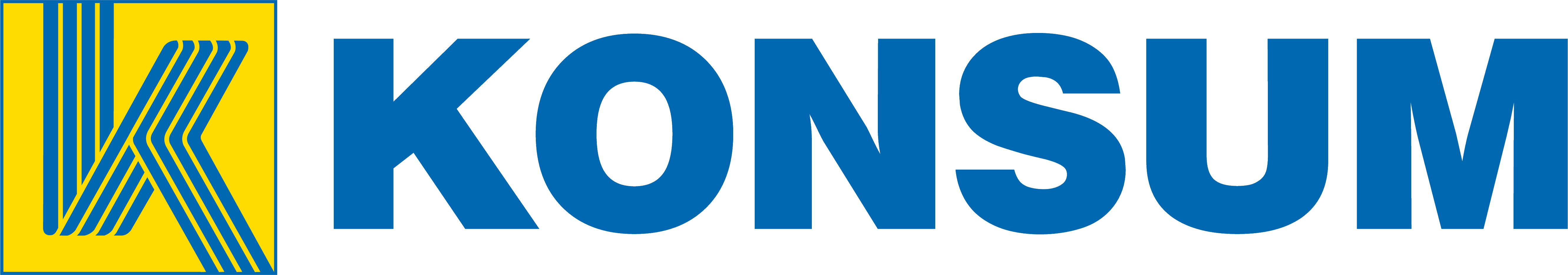
Ehemaliges Konsum-Logo, im Jahr 2014
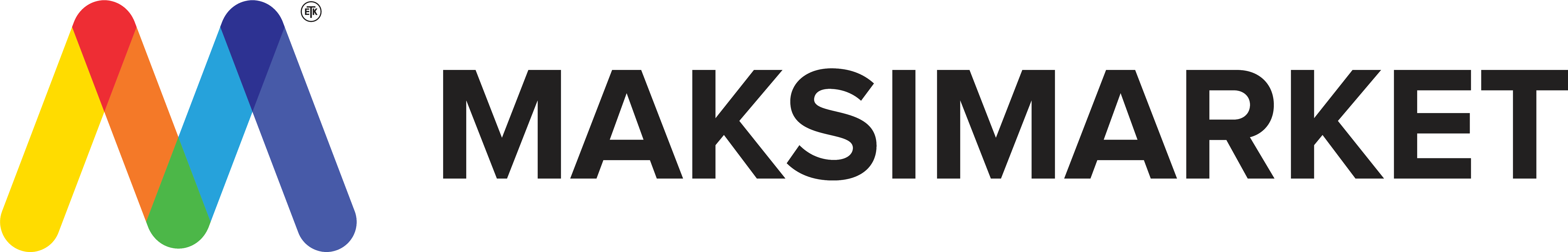
Ehemaliges Maksimarket-Logo, im Jahr 2014
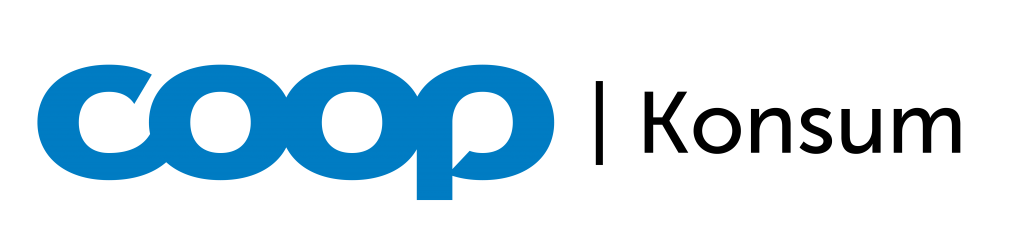
Heutiges Coop Konsum-Logo, im Jahr 2023
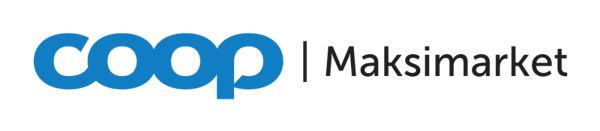
Heutiges Coop Maksimarket-Logo, im Jahr 2023

## Coop Pank
Über die Tochtergesellschaft Coop Pank ist die estnische Coop seit Herbst 2017 auch im Bankengeschäft tätig. Vorausgegangen war 2017 der Kauf der Mehrheitsbeteiligung an der damaligen Krediidipank, dessen Mehrheitseigner bis dato die Bank of Moscow war.

## Auszeichnungen
Vier Mal in Folge wurde Coop zum landesweiten Top-Arbeitgeber im Handelssektor gewählt, zuletzt 2023.